# 迪士尼駅 (香港)
座標: 北緯22度18分55.80秒 東経114度2分42.38秒 / 北緯22.3155000度 東経114.0451056度
迪士尼駅（ディーシニーえき）は香港新界荃湾区にあるMTR迪士尼線の駅である。

## 駅構造
- 単式ホーム1面1線の地上駅。ホームドア設置駅。

| G 地上    | -                            | 香港ディズニーランド  |
| G 地上    | -                            | 出口、バスターミナル  |
| G 地上    | -                            | サービスセンター、ATM |
| L1 ホーム | ➊番線                        | ←■迪士尼線 欣澳方面   |
| L1 ホーム | 単式ホーム、右側のドアが開く |                       |
| L1 ホーム | -                            | 商店、便所            |

## 交通
機場駅から50分で行くことができる

## 駅周辺
- 香港ディズニーランド・リゾート
  - 香港ディズニーランド
  - インスピレーションレーク
  - 香港ディズニーランド・ホテル
  - ディズニー・ハリウッド・ホテル

## 歴史
- 2005年8月1日 - 開業。

## ギャラリー

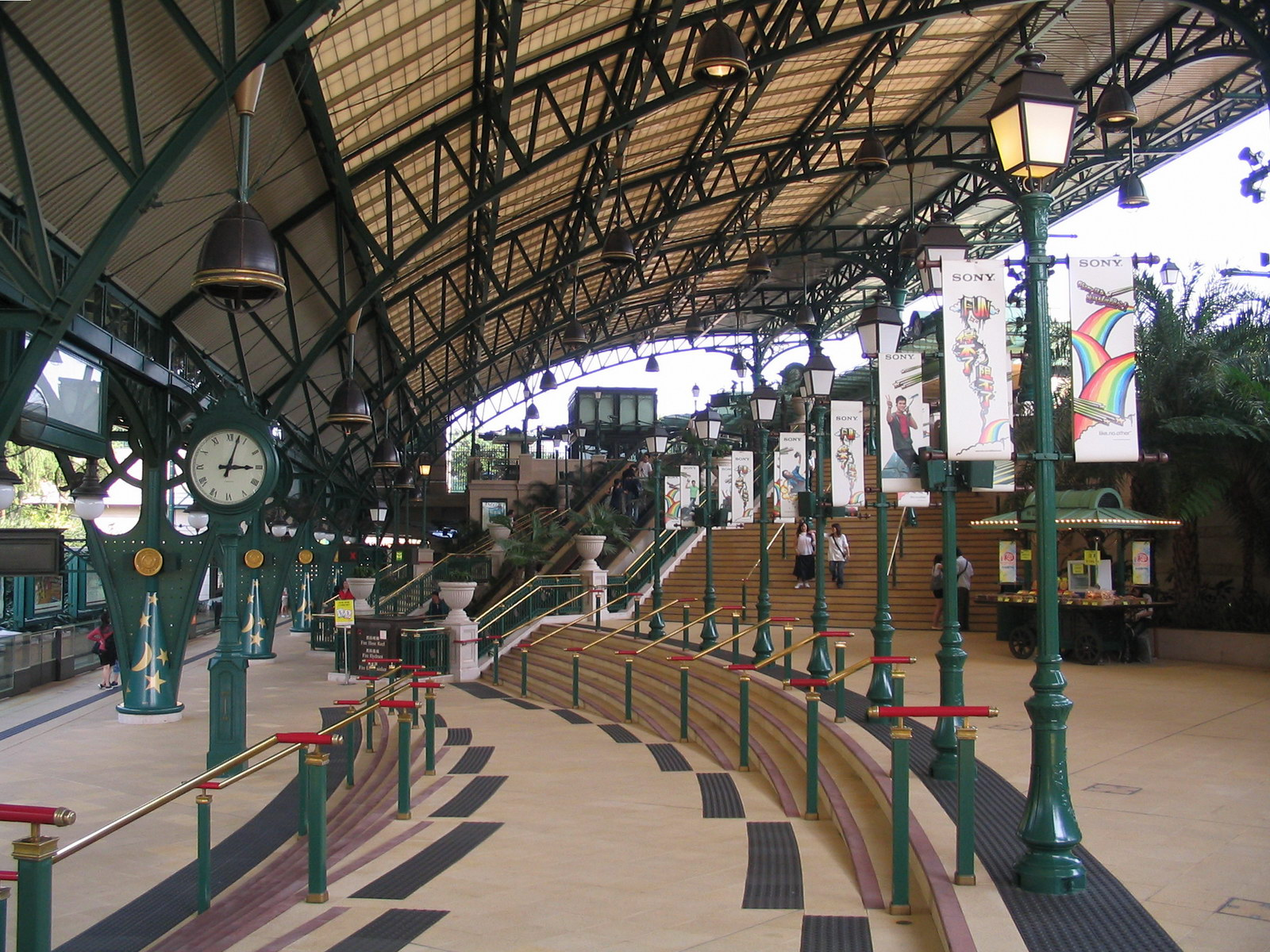
駅内部
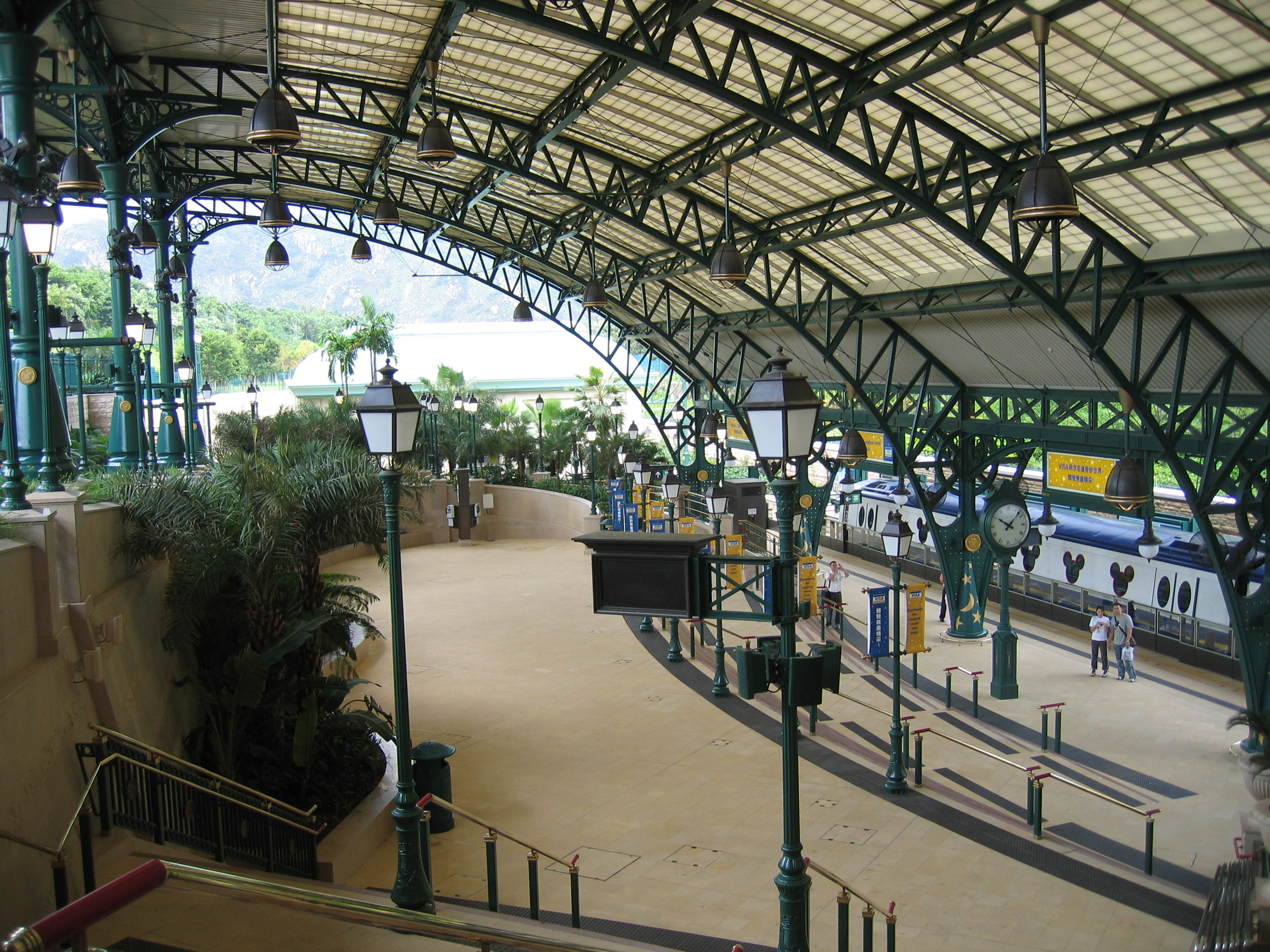
駅内部
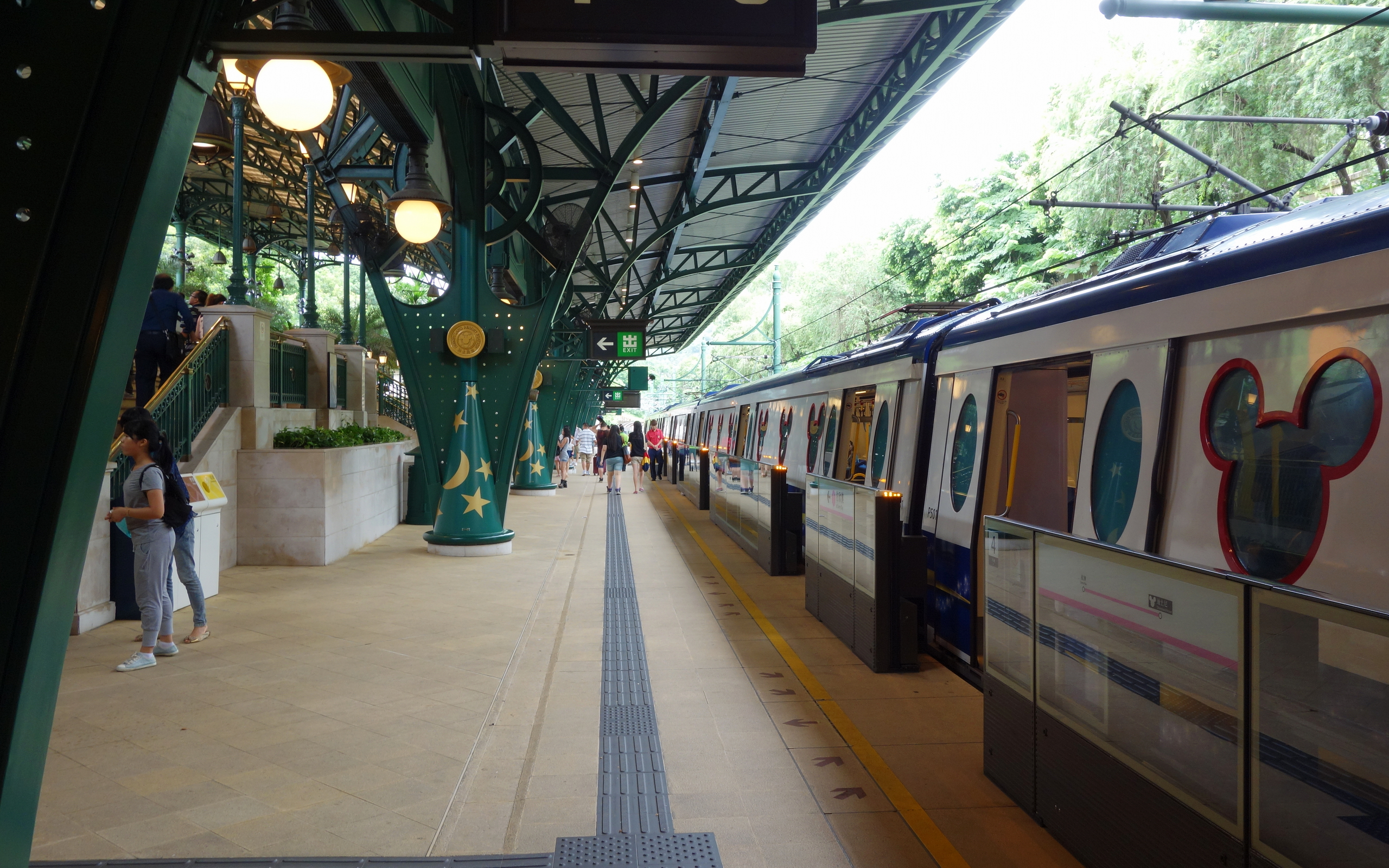
駅ホーム

## 隣の駅
香港鉄路
■迪士尼線
欣澳駅 - 迪士尼駅